# Villeneuve-Saint-Germain-Gruppe
Die Villeneuve-Saint-Germain-Gruppe (VSG, französisch Group de Villeneuve-Saint-Germain) ist die älteste Kulturgruppe der Jungsteinzeit (französisch Neolithique ancien) im Nordwesten Frankreichs, insbesondere in der Bretagne und im Pariser Becken sowie in Belgien, wo sie als Blicquien bezeichnet wird. Sie verdankt ihren Namen dem Fundplatz Villeneuve-Saint-Germain an der Aisne, existierte zwischen etwa 5100 und 4700 v. Chr. und bereitet die früheste europäische Megalithphase vor.
Sie ist, wie die  gleichzeitige an der Loiremündung verbreitete Gruppe Neolithique ancien atlantique und die östlich verbreitete La-Hoguette-Gruppe, die schnell von der Bandkeramischen Kultur (LBK) überlagert wurde, ein Ausläufer (Epikardial) der im Südfrankreich und im westmediterranen Raum verbreiteten Cardial- oder Impressokultur.
Der Stier von Aubevoye ist ein zoomorphes Hohlgefäß der Villeneuve-Saint-Germain-Gruppe.